# Шахта-Сахалинская
Шахта-Сахалинская — железнодорожная станция Сахалинского региона Дальневосточной железной дороги, начальный пункт западной магистрали (Шахта-Сахалинская — Арсентьевка) Сахалина.

## История
Станция открыта в 1921 году составе пускового участка Шахта-Сахалинская — Холмск-Сортировочный.

## Деятельность
Станция представляет собой обычный перегрузочный пункт, в котором грузовые вагоны загружаются углём с местных шахт.

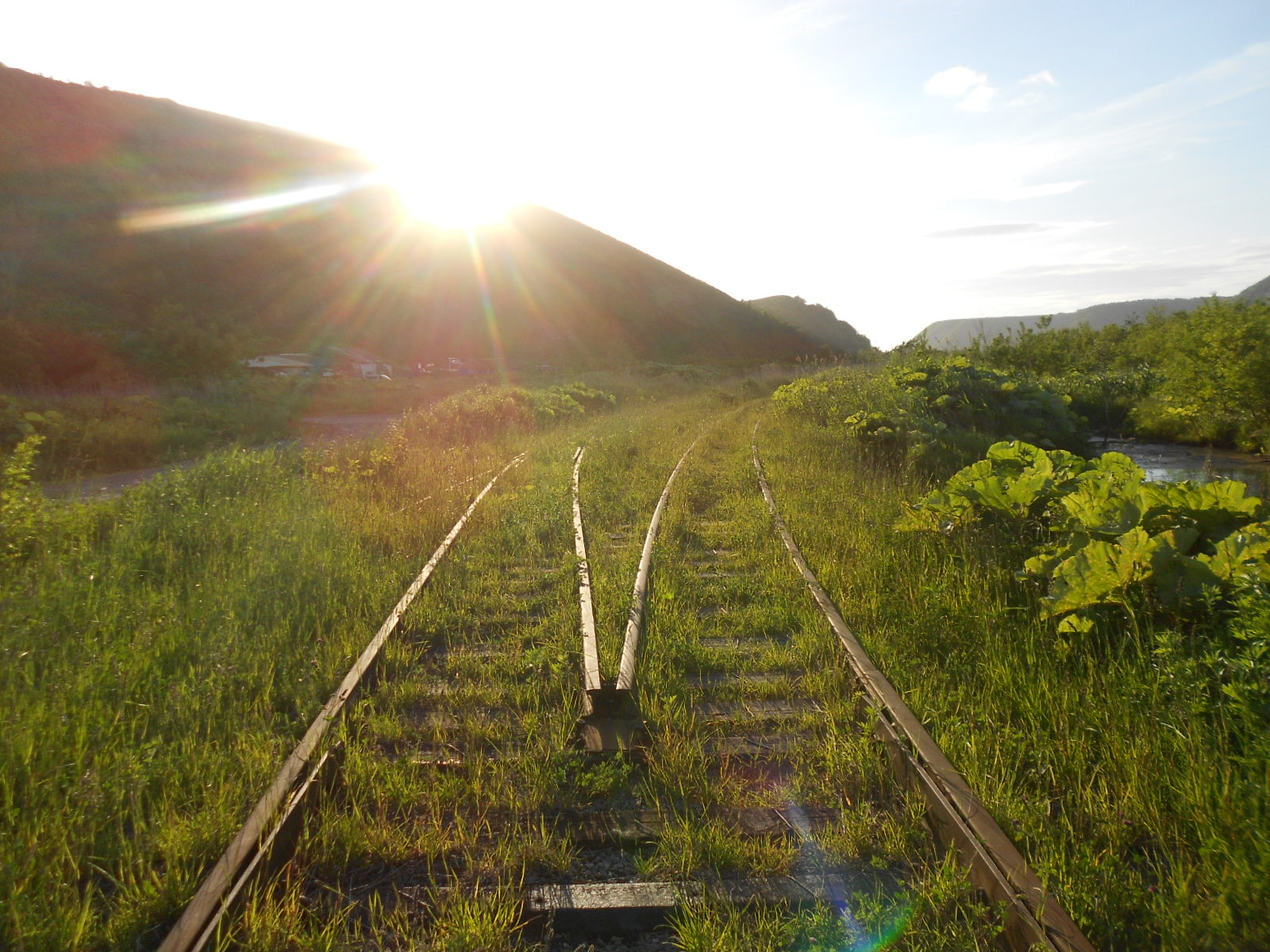
Пути на станции (2016)

Пассажирское сообщение по станции отсутствует с 1999 года. До этого от станции до Холмска курсировал местный поезд из двух вагонов японского производства с тепловозом ТГ16. По состоянию на 2016 год путь к станции разрушен, на станции частично сняты рельсы.